# Лонзе
Лонзе (нем. Lonsee) — община в Германии, в земле Баден-Вюртемберг.
Подчиняется административному округу Тюбинген. Входит в состав района Альб-Дунай. Население составляет 4702 человека (на 31 декабря 2010 года). Занимает площадь 43,32 км².
Коммуна подразделяется на 7 сельских округов.